# Yakalak (peuple)
Pour les articles homonymes, voir Yakalak.
Les Yakalak (ou Yakalag) sont une population de langue bantoue vivant au Cameroun, dans le département de la Sanaga-Maritime, particulièrement autour de Mouanko. Ils font partie du groupe Elog Mpoo (ou Bakoko)
Ils font partie du groupe bakoko. 

## Langue
Ils parlent le yakalak (ou yakalag), un dialecte du bakoko.